# Двуцветный ястреб
Двуцветный ястреб (лат. Astur bicolor) — вид хищных птиц из семейства ястребиных (Accipitridae).

## Ареал
Двуцветный ястреб распространён в большинстве стран Южной и Центральной Америки. Встречается на высоте до 2700 м над уровнем моря.

## Описание
Один из крупнейших ястребов Южной Америки. Длина 34—45 см, весит 200—450 г. Самка больше самца. Верхняя часть серого цвета, с более тёмными крыльями и макушкой, хвост полосатый. Окраска оперения нижней части тела варьируется от тёмно-серой до бледно-серой, но у южного подвида иногда может быть рыжеватой. Бедра рыжеватые, а подкрылья белые у северного подвида и рыжеватые у южного.

## Размножение
Гнезда устраиваются на деревьях. Каждый год строится новое гнездо. Яйца самка откладывает через 5 недель после спаривания. В кладке 1—3 белых яйца. Насиживание длится три недели. Через 30—36 дней птенцы вылетают из гнезда, однако самостоятельными становятся только через 7 недель.

## Питание
Основной добычей двуцветных ястребов являются мелкие птицы: дрозды и маленькие голуби. Также охотится на мелких млекопитающих, включая летучих мышей и рептилий.